# Mehrerauer Seeufer – Mündung der Bregenzerach

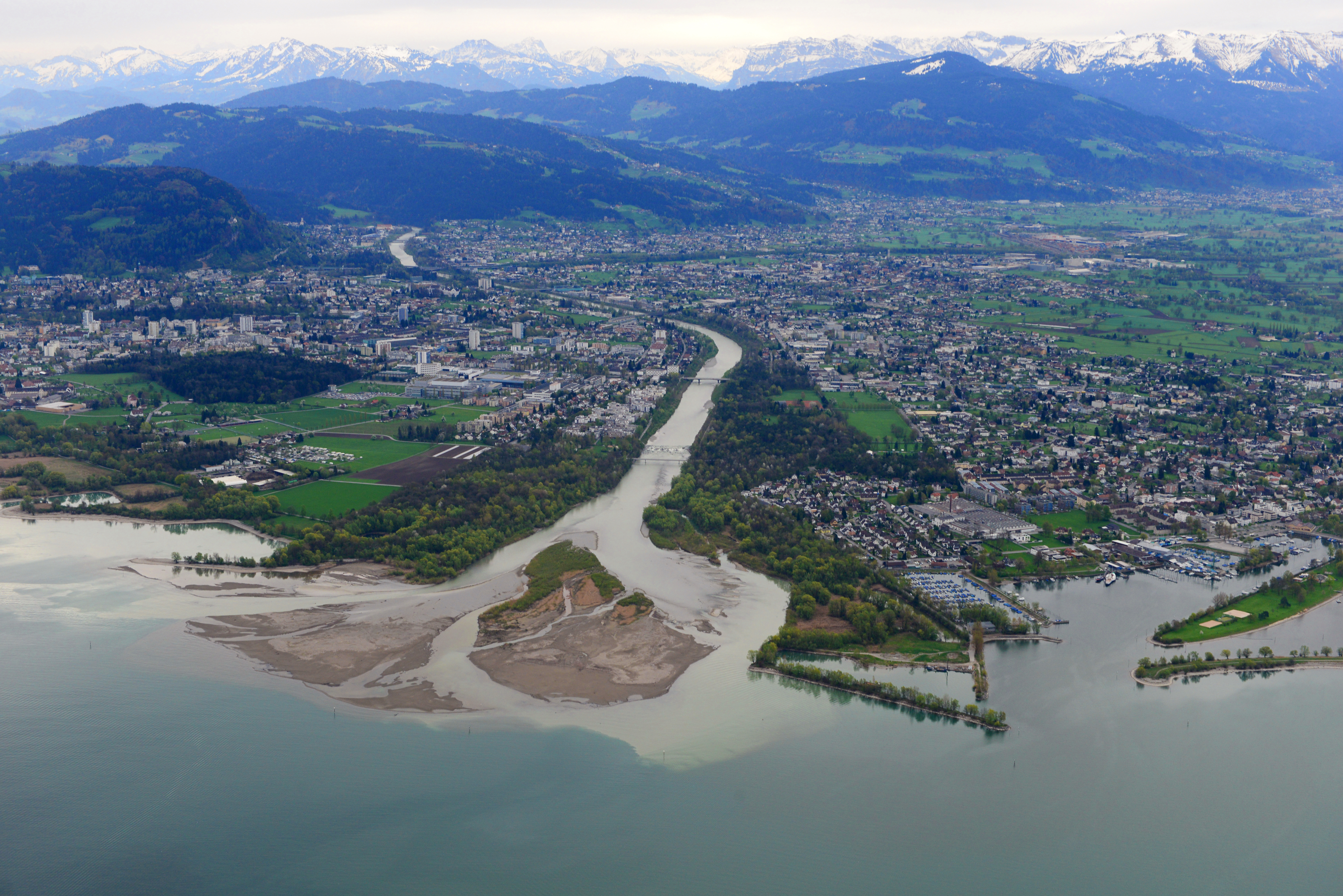
Das Europaschutzgebiet vom See aus

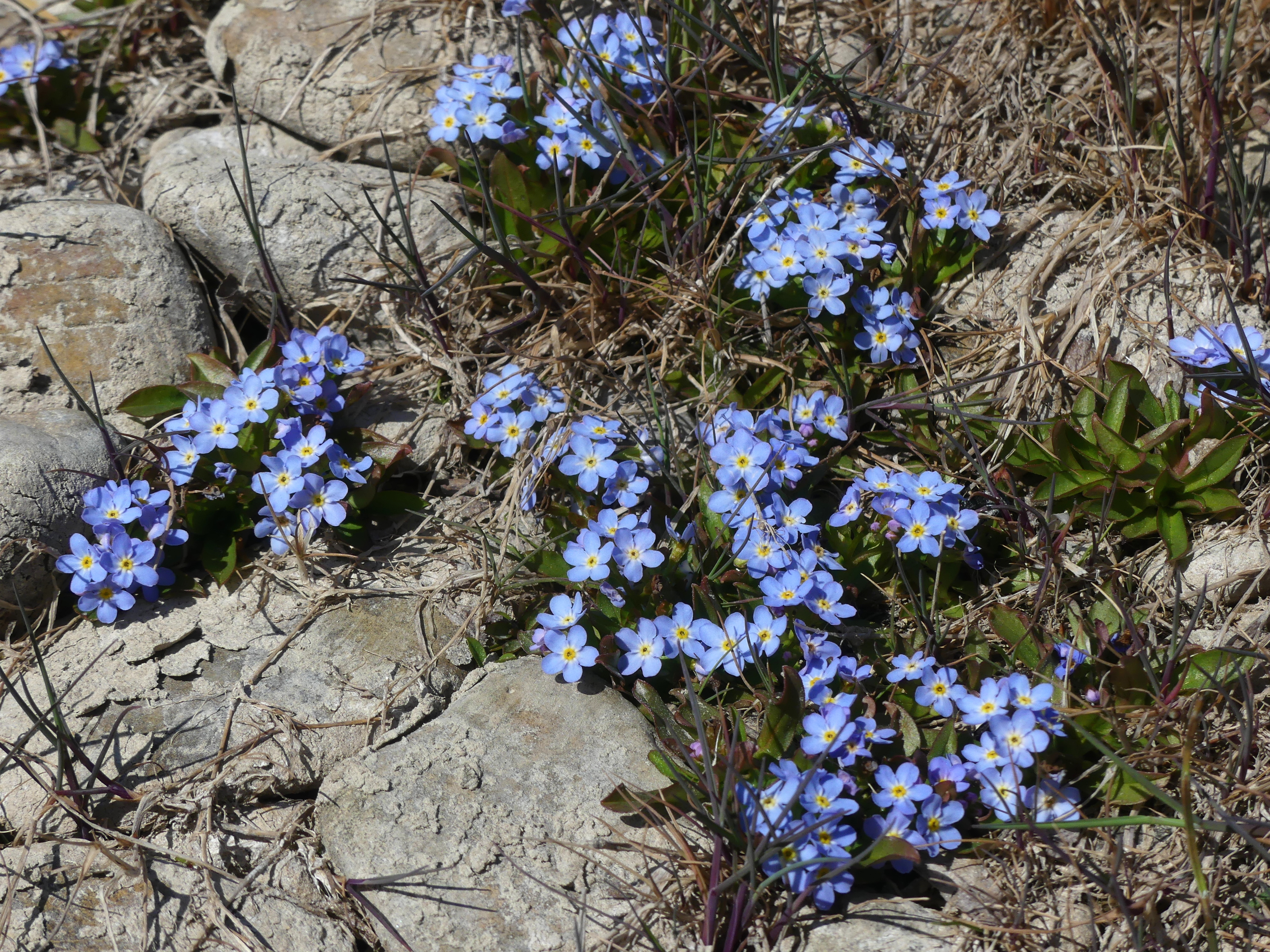
Bodensee-Vergissmeinnicht

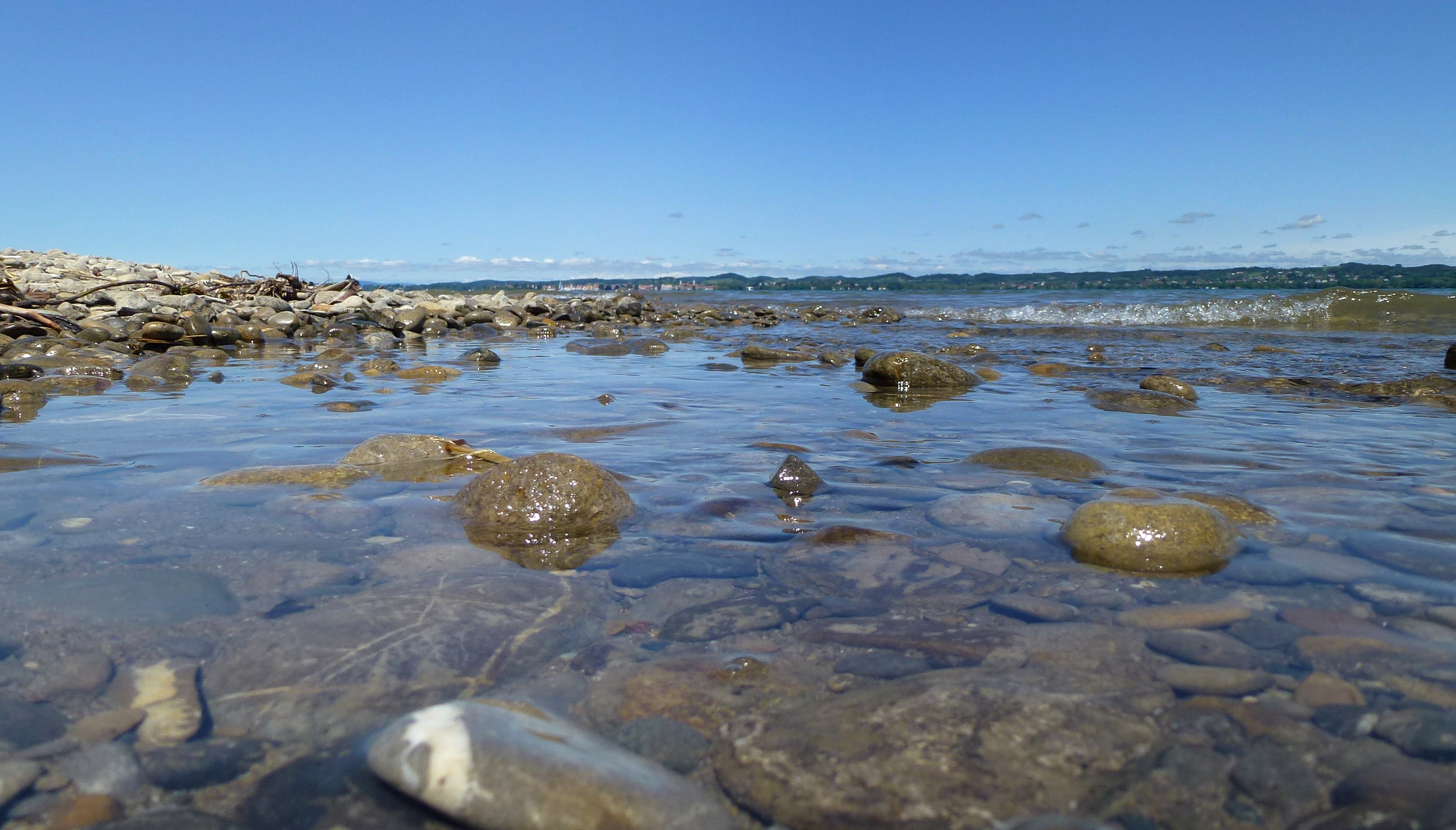
Kiesbänke

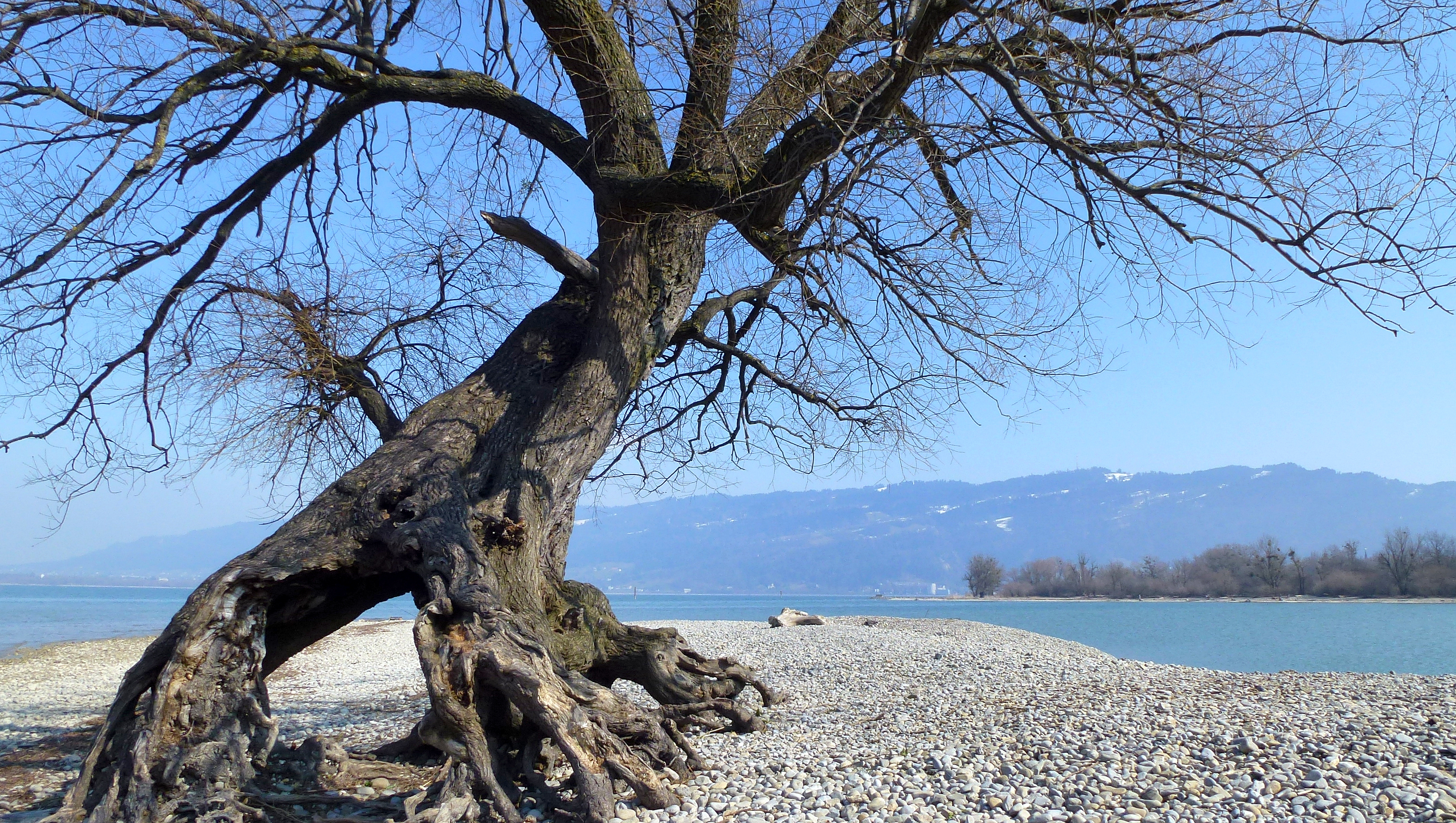
Die alte Weide am Damm des Wocherhafens, hier ist betreten erlaubt.

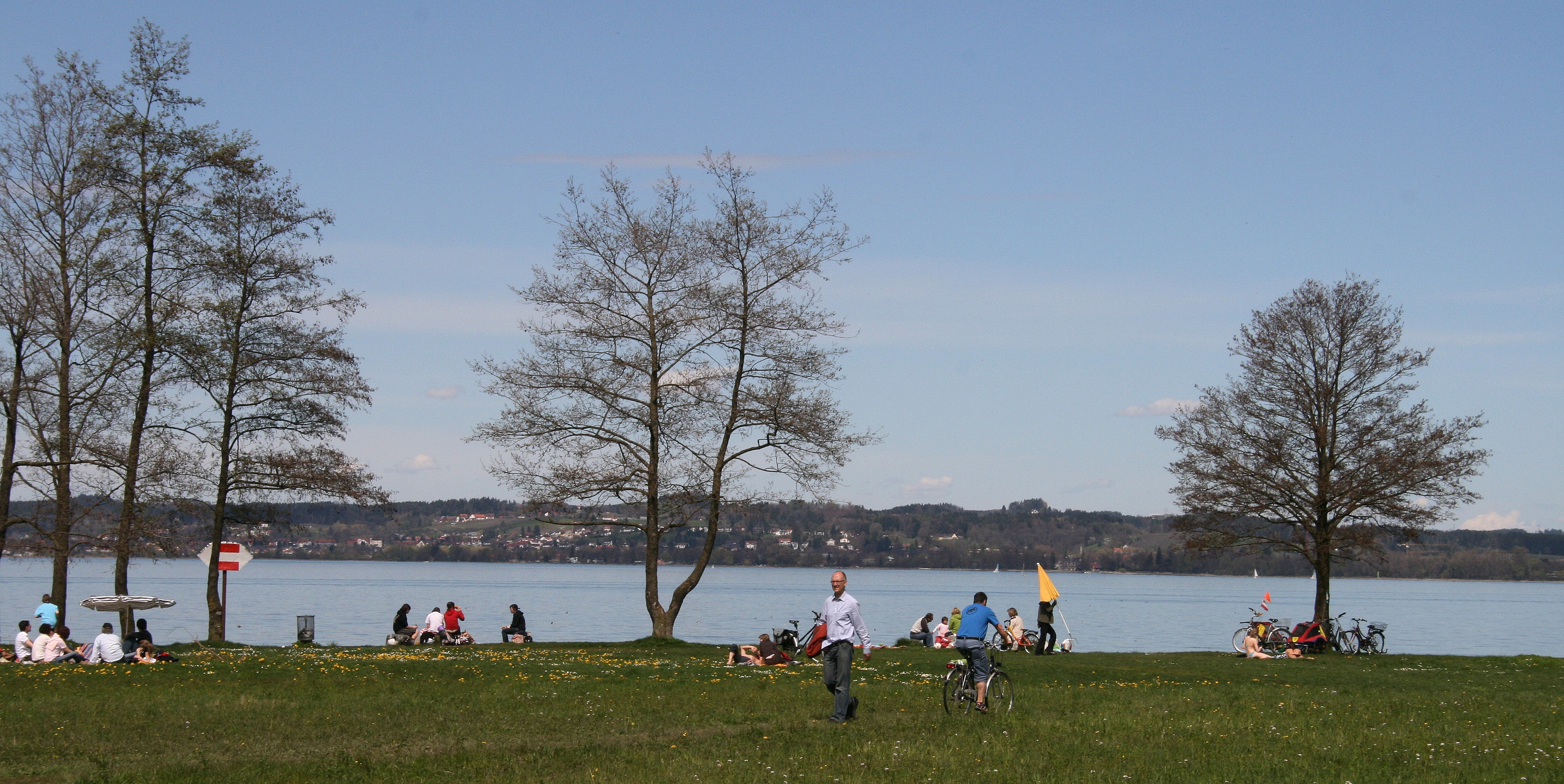
Badeplatz mit Grillstelle am Wocherhafen

Das Mehrerauer Seeufer – Mündung der Bregenzerach ist ein Natura-2000-Europaschutzgebiet und ein Naturschutzgebiet. Außerdem ist es ein bedeutendes Naherholungsgebiet. Es liegt in den Gemeinden Bregenz und Hard in Vorarlberg, Österreich. Streuwiesen, Auwälder und die Mündung der Bregenzerach bilden eine einzigartige Naturlandschaft. Neben zahlreichen Wasservogelarten finden sich hier zwei Besonderheiten, die weltweit nur im Bodenseegebiet vorkommen, das Bodensee-Vergissmeinnicht und die Bodensee-Strandschmiele.
Die globale Erwärmung mit ihren extremen Wetterereignissen bedroht das Bodensee-Vergissmeinnicht, nach dem Hochwasser 2024 gab es nur noch gut ein Hundertstel des Bestands von 2007.

## Größe und Lage
Das Schutzgebiet ist 118 ha groß. Es umfasst die naturnahen Ufer des Bodensees zwischen dem Sporthafen bei der Mehrerau in Bregenz und dem Mündungsdelta der Bregenzerach sowie die naturnahen Uferzonen der Bregenzerach in Hard und Bregenz.

## Besonderheiten
Das saisonale, frühsommerliche Hochwasser der Bregenzerach und des Bodensees führt dazu, dass sich das Mündungsdelta immer mehr in den See hinausverlagert und die Neuentstehung und Ausbreitung von Auenlebensräumen ermöglicht. Einzigartig sind die Strandschmiele-Rasen, welche die zeitweilig überschwemmten Bereiche der Kiesufer besiedeln. Diese endemische Pflanzengesellschaft ist weltweit nur am Bodensee zu finden, was auch für deren Charakterarten gilt, darunter das Bodensee-Vergissmeinnicht (Myosotis rehsteineri). Das Delta ist eines der größten Flussmündungsdeltas in Mitteleuropa. Dies und die einzigartigen Flora- und Faunahabitate verleihen dem Europaschutzgebiet internationale Bedeutung.
Die Strandschmiele (Deschampsia rhenana), auch als Bodenseeschmiele bezeichnet, ist akut vom Aussterben bedroht. 2022 konnten nur zwei Horste beobachtet werden, die nicht ausgepflanzt wurden. Ohne gezielte Maßnahmen zur Stützung der Bestände ist davon auszugehen, dass die Art am Vorarlberger Bodenseeufer vollständig verschwinden wird.

## Ziele des Schutzgebietes

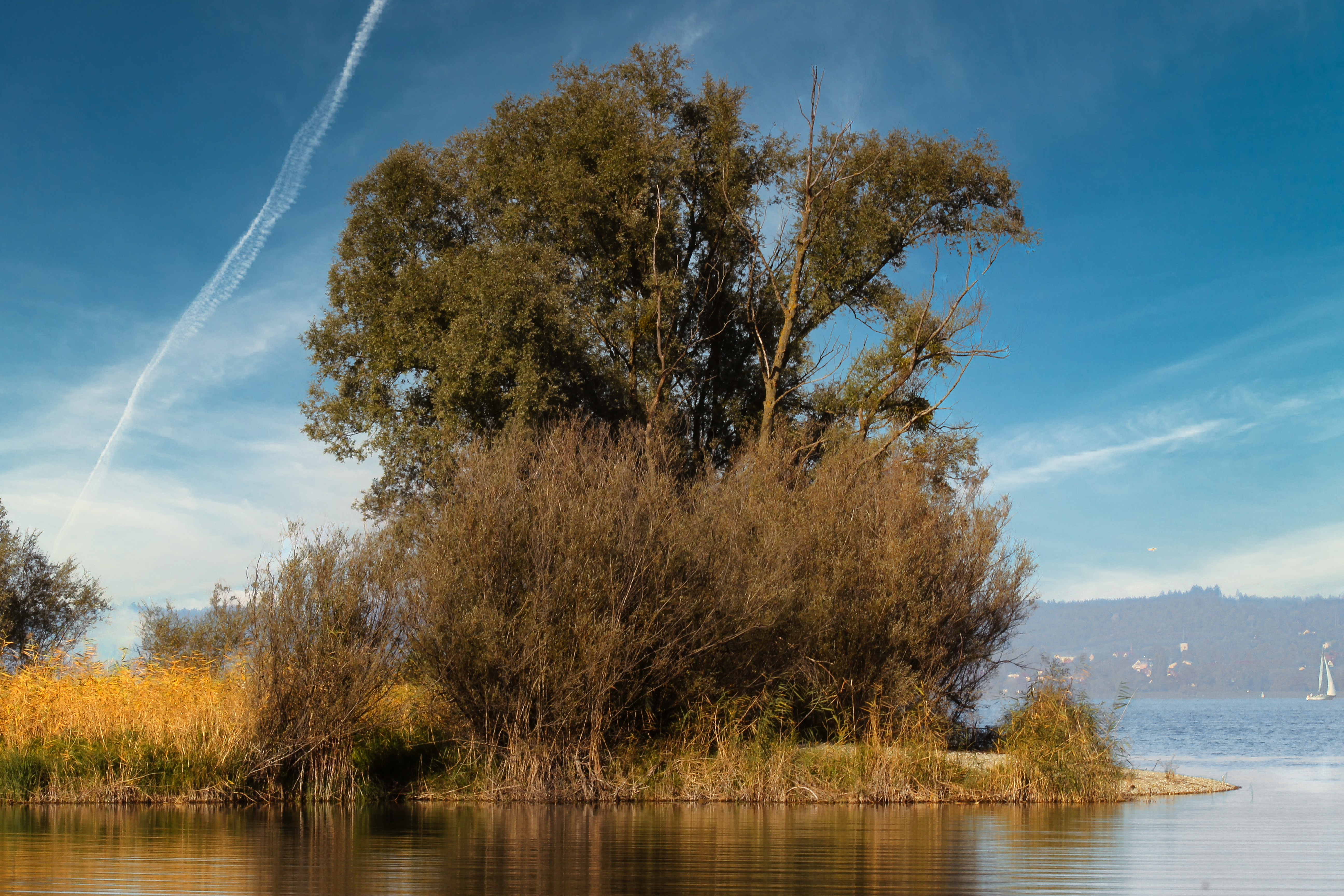
Typisches Ufer in der besonders geschützten Zone für brütende Vögel

Ziel ist der Erhalt der weitgehend natürlichen Lebensräume.

### Naturlandschaften

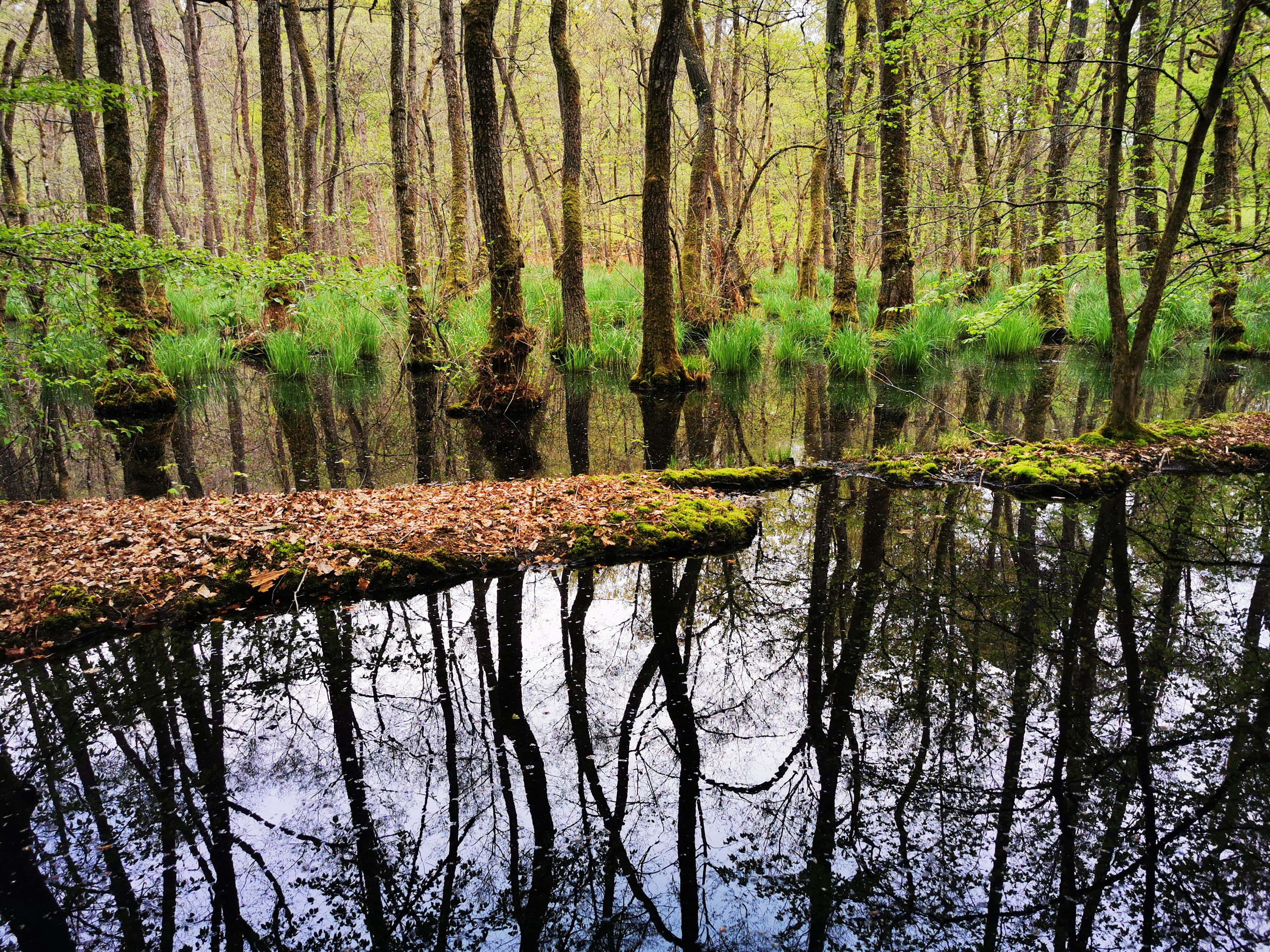
Auwald

Folgende Landschaftsteile sind geschützt:
- Flusslandschaft mit ständiger Änderung durch Hochwasser
- Seeuferlandschaft
- Auwald
- Kiesbettfluren mit den endemischen Strandschmielenrasen, Strandlings- und Zwergbinsenfluren
- im See vorgelagerte Makrophytenfluren
- landseitig angrenzende Streuwiesen
- kalkreiche Niedermoore
- Pfeifengraswiesen
- Röhricht
- Ufergehölze

### Pflanzen
Die Bodenseeschmiele (Deschampsia rhenana) ist vom Aussterben bedroht und daher wird aktiv versucht, sie wieder zu vermehren. Geschützt sind auch die gebietsspezifischen Lebensgemeinschaften und wertgebenden Arten, insbesondere des Bodensee-Vergissmeinnichts (Myosotis rehsteineri) und anderer Charakterarten der Kiesuferrasen.
Die Entnahme von Pflanzen ist generell nicht erlaubt. Für die Waldwirtschaft gibt es genaue gesetzliche Regelungen.

### Fische
Ziel ist eine natürliche Fischbiozönose mit Strömer (Telestes souffia) und Bitterling (Rhodeus sericeus amarus).

### Amphibien

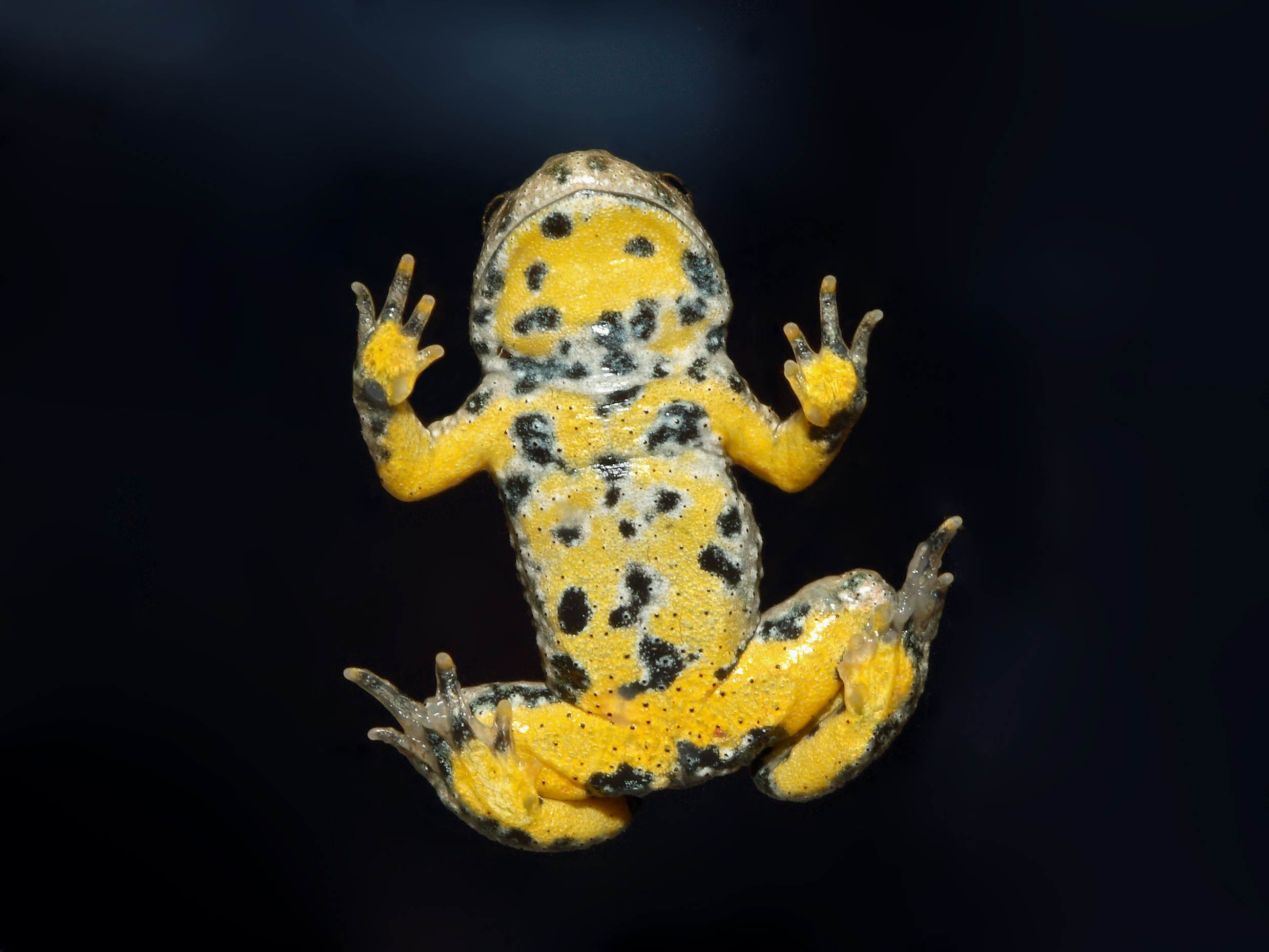
Gelbbauchunke

Die Gelbbauchunke (Bombina variegata) und viele andere bedrohte Amphibien sollen hier einen natürlichen Lebensraum finden. Die Gefährdung der Gelbbauchunke geht vor allem von Lebensraumverlust aus.

### Vögel

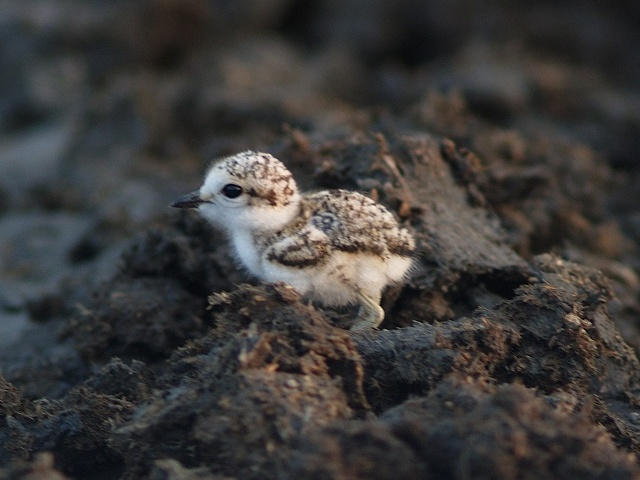
Küken des Flussregenpfeifers

Es besteht ein absolutes ganzjähriges Betretungsverbot des gesamten Deltabereichs der Bregenzerach (inklusive der Bereiche außerhalb des Europaschutzgebietes) als überregional bedeutendes Nahrungs-, Rast- und Überwinterungsgebiet für diverse Wasser- und Watvogelarten, insbesondere als Schlafplatz für den Großen Brachvogel (Numenius arquata).
Weitere Bereiche dürfen saisonal oder ganzjährig aus Vogelschutzgründen nicht betreten werden. Diese Gebiete sind bedeutendes Brutgebiet für Zwergdommel (Ixobrychus minutus), Pirol (Oriolus oriolus) und Gelbspötter (Hippolais icterina) sowie als potentielles Bruthabitat für Flussregenpfeifer (Charadrius dubius) und Flussuferläufer (Actitis hypoleucos). Ziel ist auch die Wiederherstellung großflächig störungsarmer Bereiche, insbesondere zu den Brut-, Aufzucht- und Mauserzeiten von Anfang März bis Ende August.

### Säugetiere

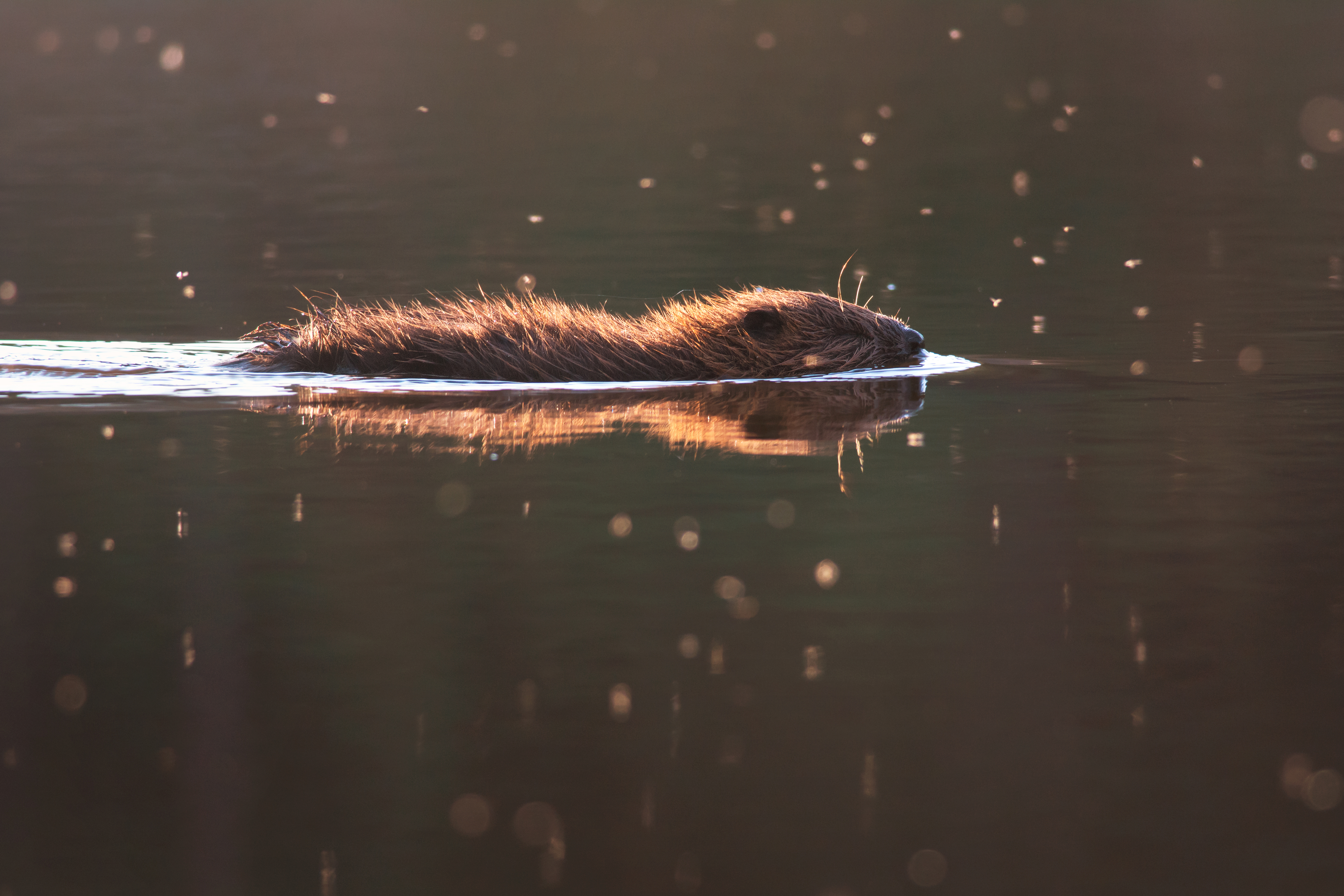
Biber

Der Biber (Castor fiber) lebte schon vor den Menschen in Vorarlberg, alte Knochenfunde belegen es. 1685 ist er hier ausgestorben. Erst im Jahr 2006 ist er über die Schweiz zurückgekehrt.
Da Biber ihre Umwelt langfristig beeinflussen, müssen Umweltschützer Bäume vor dem Fällen bewahren. Die Rinde des Baumes wird dafür mit einer sandhaltigen Paste eingeschmiert. Diese schmeckt den Tieren nicht und der Baum wird in Ruhe gelassen. Alternativ kann die Rinde mit einem Maschendrahtzaun umwickelt werden, den die Biber nicht durchbeißen können.
Weitere Schritte, um die Population unter Kontrolle zu halten, müssen laut Experten noch nicht gesetzt werden.

## Rechtliche Grundlage
Die Verordnung der Landesregierung zur Durchführung des Gesetzes über Naturschutz und Landschaftsentwicklung und die Verordnung der Landesregierung über das Natura-2000-Gebiet Mehrerauer Seeufer – Mündung der Bregenzerach bilden die rechtliche Grundlage für das Schutzgebiet. Bezüglich der Schifffahrt gelten Einschränkungen der Bodenseeschifffahrtsordnung.

## Schutzmaßnahmen

### Schifffahrt
Das Schutzgebiet sowie gesperrte Wasserflächen des Bodenseeufers dürfen mit Wasserfahrzeugen nicht befahren werden. Zu Wasserfahrzeugen zählen Boote sowie andere zur Fortbewegung bestimmte Schwimmkörper wie Stand-up Paddle-Boards, Kajaks und Kanus. Im Bereich der Bregenzerachmündung darf in der Zeit vom 15. März bis 10. Juli nicht näher als 50 m an die Achufer und nicht näher als 100 m an die Kiesinseln herangefahren werden. Mit motorisierten Booten darf generell mit Ausnahme des An- und Ablegens (10 km/h) nicht näher als 300 m an die Ufer des Bodensees (inkl. der Fußacher Bucht) herangefahren werden.

### Betretungsverbote
Die als Verbotszone gekennzeichneten Flächen dürfen während der festgelegten Zeiträume nicht betreten werden. Schilfflächen dürfen ganzjährig nicht betreten werden.

### Leinenpflicht für Hunde
Hunde müssen im gesamten Gebiet ausnahmslos an die Leine. Frei laufende Hunde beunruhigen die Wildtiere.

### Abfälle
Das Hinterlassen von Abfällen jeder Art ist im gesamten Gebiet streng verboten.

### Lärmvermeidung
Unnötiger und übermäßiger Lärm ist zu vermeiden. Auch jegliche andere Art der Störung der Wildtiere ist verboten.

### Blumenpflückverbot
Pflanzenteile zu entnehmen oder Blumen zu pflücken ist verboten. Viele Arten sind vom Aussterben bedroht. Jeder Eingriff stört das Gleichgewicht der Arten. Wer eine Blume pflückt, tötet sie damit.

### Feuer
Feuer dürfen nur in den hierfür gekennzeichneten Bereichen entzündet werden. Feuer ist nicht nur eine Gefahr für einen Waldbrand, sondern es stört auch die Wildtiere.

### Radfahren und Reiten
Radfahren ist nur auf den gekennzeichneten Wegen und Straßen erlaubt. Reiten ist nur auf den gekennzeichneten Wegen erlaubt.

### Angeln
Im Bereich der Bregenzerachmündung darf in der Zeit vom 15. März bis zum 31. Mai nicht näher als 50 m an die Achufer und nicht näher als 100 m an die Kiesinseln zum Angeln herangefahren werden. Im Teich westlich des Wocherhafens dürfen keine Fische eingesetzt oder gefüttert werden.

## Naherholungsgebiet und freie Badeplätze

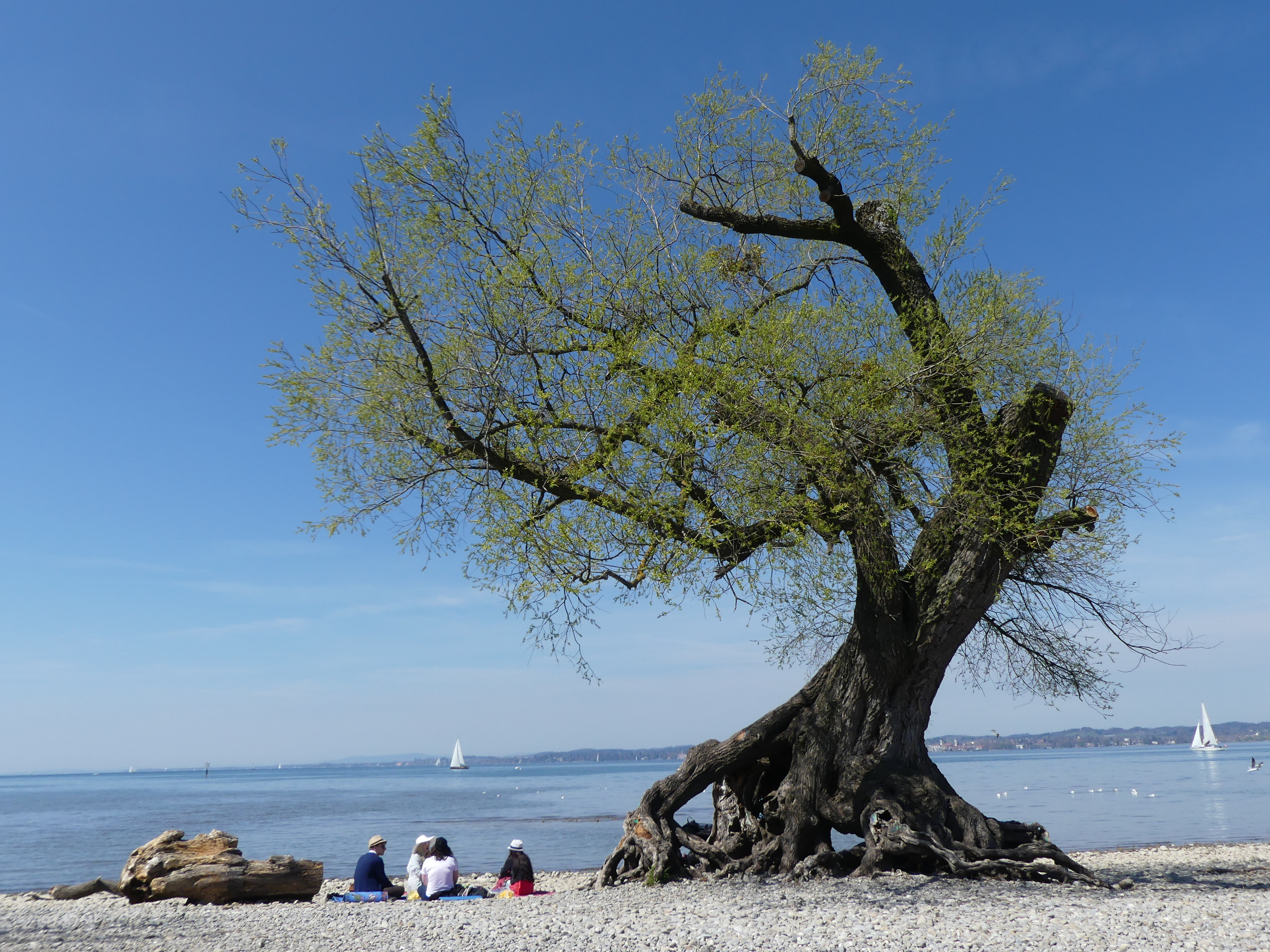
Beliebter Platz für Jung und Alt bei der alten Weide am Damm

Das Schutzgebiet ist auch ein Naherholungsgebiet. Es gibt Fußwege in allen Bereichen, die betreten werden dürfen. Ebenso gibt es Radwege, die Teil des Vorarlberger Radwegenetzes sind. Die Radwege sind entlang des Bodenseeufers mit einigem Abstand und auf beiden Seiten der Bregenzerach. Zusätzlich gibt es zahlreiche Reitwege, nur dort ist reiten erlaubt. Die Reitvereinigung Bregenz liegt direkt am Naturschutzgebiet, so kann man mit den Pferden wunderbar in der Natur reiten. Im Bereich des Wocherhafens, beim Seecamping und beim Yachthafen sind öffentliche und kostenfreie Badeplätze. An manchen Stellen gibt es auch öffentliche Grillstellen. Feuer ist nur dort erlaubt.

### Wocherhafen (Neu Amerika)

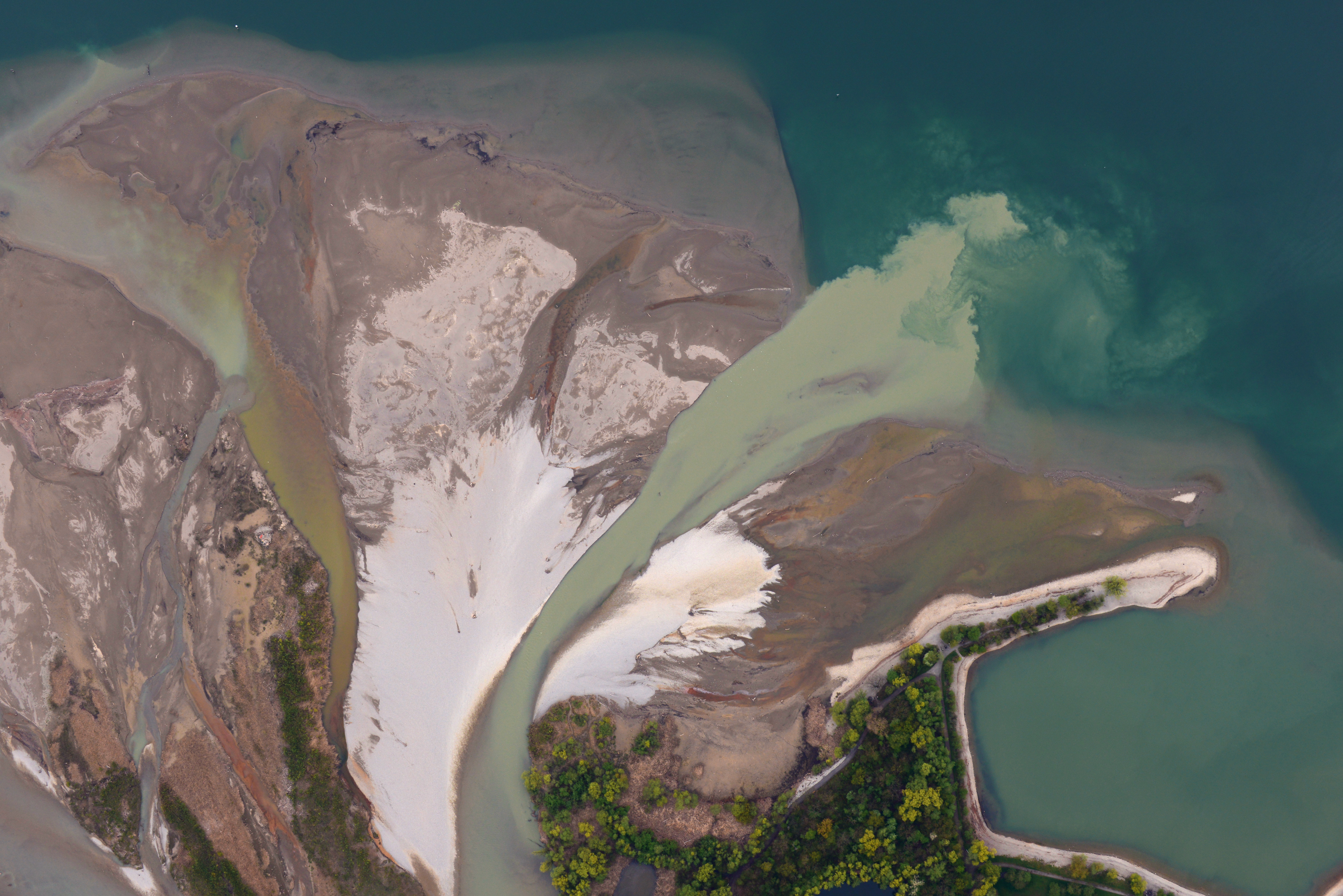
Links das Delta der Bregenzerach, rechts der Wocherhafen mit dem Damm

Die Firma Wocher hat früher hier Kies gebaggert, daher kommt der Name Wocherhafen. Der Badeplatz wird auch Neu Amerika genannt nach dem Stadtgebiet Neu Amerika. Am Wocherhafen gibt es eine Liegewiese und einen Kiesstrand zum Baden. Da steht auch ein Kiosk mit WC. Mehrere Grillstellen stehen zur Verfügung.
Am Ende des Wocherhafen-Dammes steht eine alte Silberweide. Die Erde wurde im Lauf der Jahrzehnte weggeschwemmt, nun stehen die Wurzeln 1,8 m hoch in der Luft. Der Damm darf betreten werden und dient ebenfalls als Badeplatz.

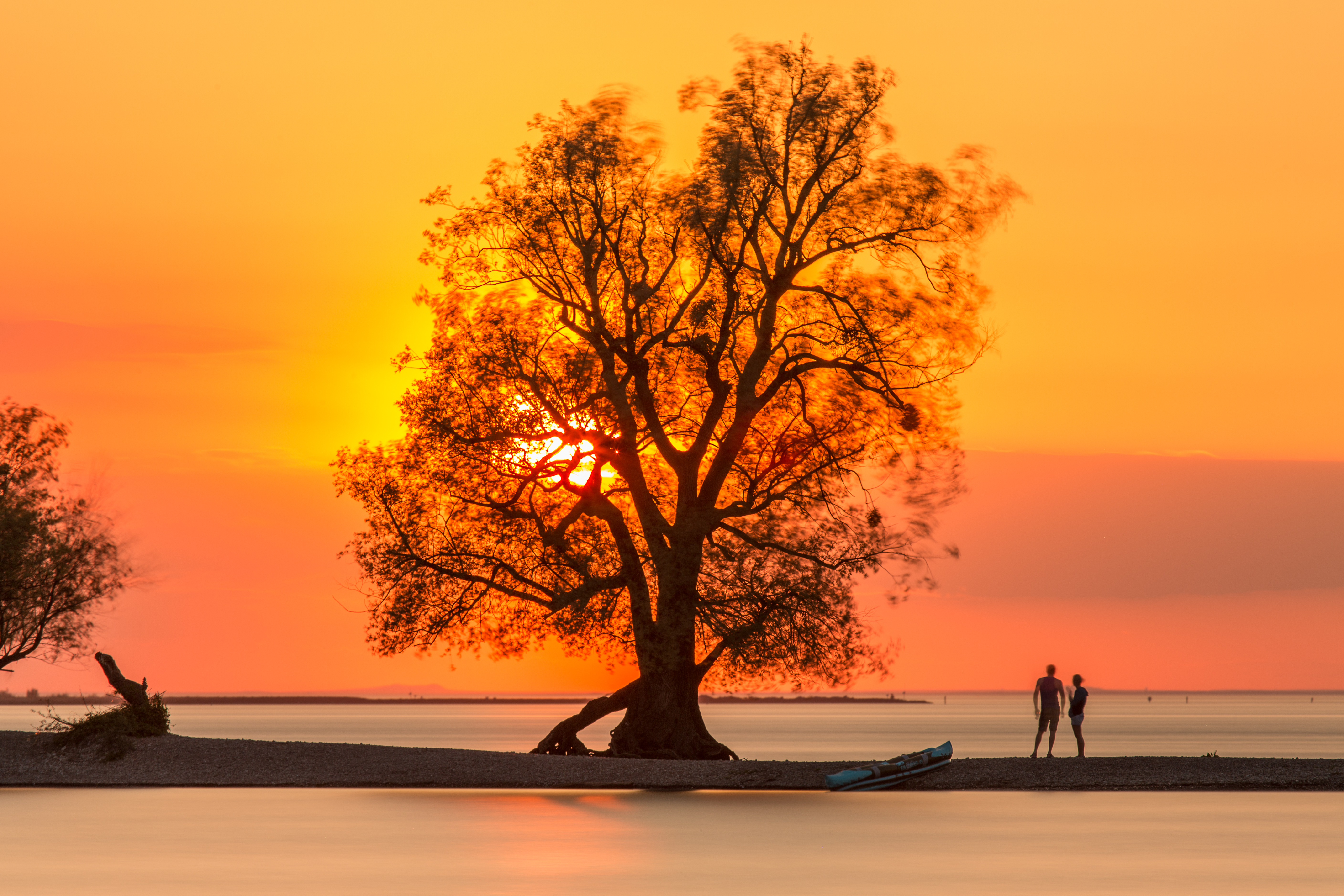
Sonnenuntergang am Wocherhafen

### Seecamping
Beim Campingplatz „Seecamping“ gibt es eine weitere öffentliche Badestelle mit Liegewiese und einem sehr flachen Sand-Kiesstrand. Auch hier gibt es Feuerstellen. Die angrenzenden Schilfflächen dürfen nicht betreten werden.

### Yachthafen
Der Bregenzer Yachthafen bietet auf seinem Damm eine weitere öffentliche Badestelle. Ins Wasser kommt man über Treppen und Leitern. Es sind auch Rasenflächen als Liegewiesen, WCs und Duschen vorhanden.